# Wereldkampioenschap superbike van Oschersleben 2000
Het wereldkampioenschap superbike van Oschersleben 2000 was de twaalfde ronde van het wereldkampioenschap superbike en de tiende ronde van het wereldkampioenschap Supersport 2000. De races werden verreden op 10 september 2000 op de Motorsport Arena Oschersleben nabij Oschersleben, Duitsland.

## Superbike

### Race 1
| Pos | Nr  | Rijder               | Constructeur | Rondes | Tijd        | Grid | Punten |
| --- | --- | -------------------- | ------------ | ------ | ----------- | ---- | ------ |
| 1   | 2   | Colin Edwards        | Honda        | 28     | 41:50.041   | 1    | 25     |
| 2   | 6   | Gregorio Lavilla     | Kawasaki     | 28     | +5.642      | 10   | 20     |
| 3   | 21  | Troy Bayliss         | Ducati       | 28     | +7.064      | 4    | 16     |
| 4   | 4   | Akira Yanagawa       | Kawasaki     | 28     | +7.224      | 6    | 13     |
| 5   | 111 | Aaron Slight         | Honda        | 28     | +7.431      | 9    | 11     |
| 6   | 7   | Pierfrancesco Chili  | Suzuki       | 28     | +10.610     | 5    | 10     |
| 7   | 3   | Troy Corser          | Aprilia      | 28     | +13.890     | 2    | 9      |
| 8   | 30  | Alessandro Antonello | Aprilia      | 28     | +22.755     | 21   | 8      |
| 9   | 41  | Noriyuki Haga        | Yamaha       | 28     | +23.241     | 16   | 7      |
| 10  | 155 | Ben Bostrom          | Ducati       | 28     | +25.284     | 17   | 6      |
| 11  | 39  | Alessandro Gramigni  | Yamaha       | 28     | +25.461     | 15   | 5      |
| 12  | 57  | Wataru Yoshikawa     | Yamaha       | 28     | +34.928     | 20   | 4      |
| 13  | 33  | Robert Ulm           | Ducati       | 28     | +35.230     | 8    | 3      |
| 14  | 9   | Katsuaki Fujiwara    | Suzuki       | 28     | +45.015     | 7    | 2      |
| 15  | 18  | Markus Barth         | Yamaha       | 28     | +48.893     | 14   | 1      |
| 16  | 13  | Andreas Meklau       | Ducati       | 28     | +55.163     | 18   |        |
| 17  | 14  | Peter Goddard        | Kawasaki     | 28     | +0:57.736   | 11   |        |
| 18  | 38  | Lance Isaacs         | Ducati       | 28     | +1:04.240   | 27   |        |
| 19  | 20  | Marco Borciani       | Ducati       | 28     | +1:15.909   | 26   |        |
| 20  | 78  | Bertrand Stey        | Honda        | 28     | +1:24.764   | 25   |        |
| 21  | 46  | Mauro Sanchini       | Ducati       | 28     | +1:34.315   | 33   |        |
| 22  | 23  | Jiří Mrkývka         | Ducati       | 27     | +1 ronde    | 28   |        |
| 23  | 84  | René Prang           | Yamaha       | 27     | +1 ronde    | 29   |        |
| 24  | 85  | Oddgeir Havnen       | Yamaha       | 27     | +1 ronde    | 34   |        |
| 25  | 83  | Gérald Muteau        | Honda        | 27     | +1 ronde    | 32   |        |
| 26  | 70  | Javier Rodríguez     | Honda        | 26     | +2 ronden   | 30   |        |
| DNF | 28  | Jürgen Oelschläger   | Yamaha       | 18     | Uitgevallen | 19   |        |
| DNF | 11  | Lucio Pedercini      | Ducati       | 15     | Uitgevallen | 24   |        |
| DNF | 35  | Giovanni Bussei      | Kawasaki     | 12     | Uitgevallen | 12   |        |
| DNF | 76  | Igor Jerman          | Kawasaki     | 9      | Uitgevallen | 22   |        |
| DNF | 10  | Vittoriano Guareschi | Yamaha       | 9      | Uitgevallen | 23   |        |
| DNF | 65  | Giuliano Sartoni     | Ducati       | 8      | Uitgevallen | 35   |        |
| DNF | 32  | Massimo De Silvestro | Ducati       | 6      | Uitgevallen | 36   |        |
| DNF | 91  | Daniele Morigi       | Kawasaki     | 6      | Ongeluk     | 31   |        |
| DNF | 82  | Doriano Romboni      | Ducati       | 0      | Ongeluk     | 13   |        |
| DNF | 19  | Juan Borja           | Ducati       | 0      | Ongeluk     | 3    |        |

### Race 2
| Pos | Nr  | Rijder               | Constructeur | Rondes | Tijd         | Grid | Punten |
| --- | --- | -------------------- | ------------ | ------ | ------------ | ---- | ------ |
| 1   | 2   | Colin Edwards        | Honda        | 28     | 41:48.277    | 1    | 25     |
| 2   | 21  | Troy Bayliss         | Ducati       | 28     | +4.199       | 4    | 20     |
| 3   | 4   | Akira Yanagawa       | Kawasaki     | 28     | +5.808       | 6    | 16     |
| 4   | 6   | Gregorio Lavilla     | Kawasaki     | 28     | +6.904       | 10   | 13     |
| 5   | 41  | Noriyuki Haga        | Yamaha       | 28     | +10.242      | 16   | 11     |
| 6   | 7   | Pierfrancesco Chili  | Suzuki       | 28     | +20.959      | 5    | 10     |
| 7   | 155 | Ben Bostrom          | Ducati       | 28     | +22.713      | 17   | 9      |
| 8   | 9   | Katsuaki Fujiwara    | Suzuki       | 28     | +25.529      | 7    | 8      |
| 9   | 57  | Wataru Yoshikawa     | Yamaha       | 28     | +28.838      | 20   | 7      |
| 10  | 33  | Robert Ulm           | Ducati       | 28     | +35.623      | 8    | 6      |
| 11  | 39  | Alessandro Gramigni  | Yamaha       | 28     | +39.100      | 15   | 5      |
| 12  | 13  | Andreas Meklau       | Ducati       | 28     | +41.711      | 18   | 4      |
| 13  | 18  | Markus Barth         | Yamaha       | 28     | +51.101      | 14   | 3      |
| 14  | 38  | Lance Isaacs         | Ducati       | 28     | +1:05.493    | 27   | 2      |
| 15  | 20  | Marco Borciani       | Ducati       | 28     | +1:08.870    | 26   | 1      |
| 16  | 78  | Bertrand Stey        | Honda        | 28     | +1:10.047    | 25   |        |
| 17  | 46  | Mauro Sanchini       | Ducati       | 28     | +1:10.267    | 33   |        |
| 18  | 35  | Giovanni Bussei      | Kawasaki     | 28     | +1:10.951    | 12   |        |
| 19  | 28  | Jürgen Oelschläger   | Yamaha       | 28     | +1:14.243    | 19   |        |
| 20  | 70  | Javier Rodríguez     | Honda        | 27     | +1 ronde     | 30   |        |
| 21  | 84  | René Prang           | Yamaha       | 27     | +1 ronde     | 29   |        |
| 22  | 83  | Gérald Muteau        | Honda        | 27     | +1 ronde     | 32   |        |
| 23  | 85  | Oddgeir Havnen       | Yamaha       | 27     | +1 ronde     | 34   |        |
| DNF | 30  | Alessandro Antonello | Aprilia      | 18     | Ongeluk      | 21   |        |
| DNF | 14  | Peter Goddard        | Kawasaki     | 18     | Ongeluk      | 11   |        |
| DNF | 10  | Vittoriano Guareschi | Yamaha       | 18     | Uitgevallen  | 23   |        |
| DNF | 23  | Jiří Mrkývka         | Ducati       | 13     | Uitgevallen  | 28   |        |
| DNF | 111 | Aaron Slight         | Honda        | 12     | Uitgevallen  | 9    |        |
| DNF | 11  | Lucio Pedercini      | Ducati       | 9      | Uitgevallen  | 24   |        |
| DNF | 32  | Massimo De Silvestro | Kawasaki     | 5      | Uitgevallen  | 36   |        |
| DNF | 76  | Igor Jerman          | Kawasaki     | 3      | Uitgevallen  | 22   |        |
| DNF | 65  | Giuliano Sartoni     | Ducati       | 1      | Uitgevallen  | 35   |        |
| DNF | 3   | Troy Corser          | Aprilia      | 1      | Uitgevallen  | 2    |        |
| DNS | 19  | Juan Borja           | Ducati       | 0      | Niet gestart | 3    |        |
| DNS | 82  | Doriano Romboni      | Ducati       | 0      | Niet gestart | 13   |        |
| DNS | 91  | Daniele Morigi       | Kawasaki     | 0      | Niet gestart | 31   |        |

## Supersport
| Pos | Nr | Rijder                | Constructeur | Rondes | Tijd           | Grid | Punten |
| --- | -- | --------------------- | ------------ | ------ | -------------- | ---- | ------ |
| 1   | 1  | Stéphane Chambon      | Suzuki       | 28     | 43:20.327      | 4    | 25     |
| 2   | 31 | Karl Muggeridge       | Honda        | 28     | +11.970        | 1    | 20     |
| 3   | 99 | Fabien Foret          | Ducati       | 28     | +12.491        | 3    | 16     |
| 4   | 5  | Rubén Xaus            | Ducati       | 28     | +13.455        | 15   | 13     |
| 5   | 21 | Massimo Meregalli     | Yamaha       | 28     | +21.990        | 14   | 11     |
| 6   | 3  | Piergiorgio Bontempi  | Ducati       | 28     | +27.817        | 2    | 10     |
| 7   | 8  | Cristiano Migliorati  | Suzuki       | 28     | +31.574        | 22   | 9      |
| 8   | 66 | Stefan Nebel          | Yamaha       | 28     | +33.294        | 23   | 8      |
| 9   | 22 | Werner Daemen         | Yamaha       | 28     | +33.523        | 18   | 7      |
| 10  | 28 | Michele Malatesta     | Suzuki       | 28     | +45.096        | 24   | 6      |
| 11  | 83 | James Ellison         | Honda        | 28     | +46.484        | 28   | 5      |
| 12  | 20 | Karl Harris           | Suzuki       | 28     | +47.864        | 29   | 4      |
| 13  | 26 | Kyro Verstraeten      | Yamaha       | 28     | +51.616        | 30   | 3      |
| 14  | 10 | William Costes        | Honda        | 28     | +54.256        | 26   | 2      |
| 15  | 18 | Vittorio Iannuzzo     | Yamaha       | 28     | +54.507        | 32   | 1      |
| 16  | 9  | Wilco Zeelenberg      | Yamaha       | 28     | +56.305        | 31   |        |
| 17  | 34 | Yves Briguet          | Ducati       | 28     | +1:05.068      | 27   |        |
| 18  | 67 | Franco Brugnara       | Yamaha       | 28     | +1:13.788      | 34   |        |
| 19  | 61 | Fabio Capriotti       | Yamaha       | 27     | +1 ronde       | 35   |        |
| 20  | 82 | Gareth Kenward        | Suzuki       | 27     | +1 ronde       | 36   |        |
| DNF | 6  | Christian Kellner     | Yamaha       | 27     | Ongeluk        | 5    |        |
| DNF | 4  | Jörg Teuchert         | Yamaha       | 27     | Ongeluk        | 6    |        |
| DNF | 37 | Paul Young            | Yamaha       | 27     | Uitgevallen    | 21   |        |
| DNF | 7  | Fabrizio Pirovano     | Suzuki       | 16     | Ongeluk        | 12   |        |
| DNF | 17 | Pere Riba             | Honda        | 13     | Ongeluk        | 8    |        |
| DNF | 69 | James Whitham         | Yamaha       | 13     | Ongeluk        | 19   |        |
| DNF | 19 | Walter Tortoroglio    | Ducati       | 7      | Uitgevallen    | 33   |        |
| DNF | 44 | Antonio Carlacci      | Yamaha       | 5      | Schade ongeluk | 20   |        |
| DNF | 12 | Andrew Pitt           | Kawasaki     | 4      | Ongeluk        | 7    |        |
| DNF | 15 | Paolo Casoli          | Ducati       | 4      | Ongeluk        | 10   |        |
| DNF | 65 | Michael Schulten      | Yamaha       | 1      | Uitgevallen    | 16   |        |
| DNF | 16 | Sébastien Charpentier | Honda        | 0      | Ongeluk        | 25   |        |
| DNF | 29 | Christer Lindholm     | Yamaha       | 0      | Ongeluk        | 17   |        |
| DNF | 2  | Iain MacPherson       | Kawasaki     | 0      | Ongeluk        | 13   |        |
| DNF | 27 | Chris Vermeulen       | Honda        | 0      | Ongeluk        | 11   |        |
| DNF | 14 | Christophe Cogan      | Yamaha       | 0      | Ongeluk        | 9    |        |

## Tussenstanden na wedstrijd

### Superbike
| Pos | Nr | Rijder              | Team     | Punten |
| --- | -- | ------------------- | -------- | ------ |
| 1   | 2  | Colin Edwards       | Honda    | 367    |
| 2   | 41 | Noriyuki Haga       | Yamaha   | 335    |
| 3   | 3  | Troy Corser         | Aprilia  | 285    |
| 4   | 7  | Pierfrancesco Chili | Suzuki   | 232    |
| 5   | 4  | Akira Yanagawa      | Kawasaki | 228    |

### Supersport
| Pos | Nr | Rijder            | Team   | Punten |
| --- | -- | ----------------- | ------ | ------ |
| 1   | 1  | Stéphane Chambon  | Suzuki | 133    |
| 2   | 15 | Paolo Casoli      | Ducati | 122    |
| 3   | 4  | Jörg Teuchert     | Yamaha | 116    |
| 4   | 6  | Christian Kellner | Yamaha | 109    |
| 5   | 69 | James Whitham     | Yamaha | 88     |

1997 · 2000 · 2001 · 2002 · 2003 · 2004